# Bharoli Kalan
Bharoli Kalan è una suddivisione dell'India, classificata come census town, di 3.369 abitanti, situata nel distretto di Gurdaspur, nello stato federato del Punjab. In base al numero di abitanti la città rientra nella classe VI (meno di 5.000 persone).

## Geografia fisica
La città è situata a 32° 16' 06 N e 75° 38' 09 E.

## Società

### Evoluzione demografica
Al censimento del 2001 la popolazione di Bharoli Kalan assommava a 3.369 persone, delle quali 1.764 maschi e 1.605 femmine. I bambini di età inferiore o uguale ai sei anni assommavano a 466, dei quali 238 maschi e 228 femmine. Infine, coloro che erano in grado di saper almeno leggere e scrivere erano 2.229, dei quali 1.283 maschi e 946 femmine.